# Eric Nordholt
Eric Ernst Nordholt (Beverwijk, 11 april 1939) is een voormalig Nederlands politiefunctionaris. Van 1987 tot 1997 was hij in de rang van hoofdcommissaris korpschef; eerst van de Gemeentepolitie Amsterdam, vanaf 1994 van het regiokorps Politie Amsterdam-Amstelland.

## Biografie

### Politie
Nordholt ging in 1959 bij de politie werken. In zijn vrije tijd studeerde hij sociologie aan de Rijksuniversiteit Groningen. In 1984 werd hij korpschef in Groningen en op 1 juni 1987 kreeg hij diezelfde functie, in de rang van hoofdcommissaris in de hoofdstad. Rond 1993 werd in Nederland de regiopolitie ingevoerd waarbij de politieregio Amsterdam-Amstelland ontstond wat naast Amsterdam ook uit onder andere de gemeentes Amstelveen en Diemen bestaat. Bij de invoering werd Nordholt korpschef van deze nieuwe politieregio.
In de ruim 10 jaar dat hij leiding gaf aan de politie in en rond Amsterdam kreeg hij te maken met de Bijlmervliegramp, IRT-affaire en de Eurotop van 16 en 17 juni 1997 die voorafging aan het Verdrag van Amsterdam.
Op 1 september 1997 werd hij opgevolgd door Jelle Kuiper. Toen de Groningse hoofdcommissaris Jaap Veenstra in januari 1998 moest opstappen na de Oosterparkwijkrellen en de 'zaak Lancee', was er sprake van dat Nordholt tijdelijk zou terugkeren naar Groningen. Omdat hij echter maar één dag per week beschikbaar zou zijn, is Veenstra uiteindelijk tijdelijk opgevolgd door Jan Leendert Brand van het korps Haaglanden.

### Na de politie
In 1999 nam Nordholt op verzoek van Wim Duisenberg zitting in het Comité voor Fraudebestrijding van de Europese Centrale Bank in Frankfurt am Main.
In het najaar van 2000 werd bij hem niercelkanker vastgesteld. Hoewel de kans op genezing klein was, heeft hij zich na een operatie en behandeling geheel kunnen herstellen. Toen Nordholt 4 jaar was, stierf zijn vader aan niercelkanker. Tegenwoordig heeft Eric Nordholt een eigen adviesbureau waarbij de klanten leidinggevende personen zijn uit het bedrijfsleven.
In zijn Amsterdamse jaren was Nordholt lid van de Partij van de Arbeid, en goed bevriend met Ed van Thijn. Hij werd door de pers gedoodverfd als diens mogelijke opvolger als burgemeester. Later stapte hij over naar de VVD.